# ویلاپروچیو
ویلاپروچیو (به ایتالیایی: Villaperuccio) یک کومونه در ایتالیا است که در استان کاربونیا-ایگلسیاس واقع شده‌است. ویلاپروچیو ۳۶٫۳ کیلومتر مربع مساحت و ۱٬۱۱۹ نفر جمعیت دارد و ۶۲ متر بالاتر از سطح دریا واقع شده‌است.